# アンダーメンタリティ
『アンダーメンタリティ』は、2023年6月21日にポニーキャニオンから発売された、ツユ3枚目のフルアルバム。

## 概要
前作『貴方を不幸に誘いますね』から約2年ぶりのアルバムリリースとなり、メジャーデビュー以降初のCD作品となった。前作以降にリリースされたデジタルシングルの楽曲が中心に収録されているが、2022年10月30日にリリースされた『どんな結末がお望みだい?』のみアルバム未収録となった。
本作は初回限定盤CD＋Blu-ray（PCCA-06204）、初回限定盤CD＋DVD（PCCA-06205）、通常盤（PCCA-06206）の3形帯での発売となっている。
通常盤のジャケットイラストはKICO、初回盤のジャケットイラストは双葉陽、タイトルロゴ及び初回盤バックデザインはAzyuNが手掛けている。
2024年5月31日にぷすが殺人未遂で逮捕されたことにより、ツユが事実上の活動終了となった為、メジャー1stアルバムにして、ラストアルバムとなった。また、前述の事件を受けツユの作品の内、ポニーキャニオンが版権を持つ全ての作品の出荷停止と配信停止が決定したため、本作は廃盤となっている。

## 収録内容
| 全編曲: ぷす。 |                                    |           |           |       |
| #              | タイトル                           | 作詞      | 作曲      | 時間  |
| 1.             | 「Under Mentality」                |           | ぷす      | 1:21  |
| 2.             | 「不平不満の病」                   | ぷす      | ぷす      | 0:20  |
| 3.             | 「アンダーキッズ」                 | ぷす      | ぷす      | 3:25  |
| 4.             | 「腹黒女の戯言」                   | ぷす      | ぷす      | 0:17  |
| 5.             | 「アンダーヒロイン」               | ぷす      | ぷす      | 2:46  |
| 6.             | 「いつかオトナになれるといいね。」 | ぷす      | ぷす      | 2:54  |
| 7.             | 「雨宿り」                         |           | miro      | 1:15  |
| 8.             | 「雨模様」                         | ぷす      | ぷす      | 2:41  |
| 9.             | 「レインフォール」                 | ぷす      | ぷす      | 3:45  |
| 10.            | 「これだからやめらんない!」        | ぷす      | ぷす      | 2:43  |
| 11.            | 「傷つけど、愛してる。」           | ぷす      | ぷす      | 3:23  |
| 12.            | 「朧月夜物語」                     | ぷす      | ぷす      | 3:06  |
| 合計時間:      | 合計時間:                          | 合計時間: | 合計時間: | 27:56 |

| #  | タイトル | 作詞 | 作曲・編曲 |
| -- | --- | ---- | ---------- |
| 1. | 「オフショット/インタビュー」(ツユ 3rdアニバーサリーワンマンLive「雨模様」2022年6月12日(日) 東京・日比谷野外大音楽堂)               |      |            |
| 2. | 「ライブ全曲ダイジェスト+オフショット/インタビュー」(「ツユ LIVE TOUR 2022 ONLINE」2022年10月30日(日) 東京都 Zepp DiverCity(TOKYO)) |      |            |

## 楽曲解説
Under Mentality
ぷすが作曲を手掛けたインストゥルメンタル曲。
不平不満の病
礼衣がセリフを話しながら歌うモノローグ曲。
アンダーキッズ
2022年7月27日にデジタルシングルとしてリリースされた楽曲で、メジャーデビュー後に初めてリリースされた楽曲。
腹黒女の戯言
礼衣が次曲の世界観を基にしたセリフを話しながら歌うモノローグ曲。
アンダーヒロイン
2023年4月25日にデジタルシングルとしてリリースされた楽曲。
いつかオトナになれるといいね。
2022年5月25日にデジタルシングルとしてリリースされた楽曲で、本作で唯一メジャーデビュー前にリリースされた楽曲となっている。
雨宿り
miroが作曲を手掛けたインストゥルメンタル曲。
雨模様
2022年9月28日にデジタルシングルとしてリリースされた楽曲。
レインフォール

これだからやめらんない!
2023年3月15日にデジタルシングルとしてリリースされた楽曲で、本作に収録されたシングル曲の中で唯一ミュージックビデオが制作されていない楽曲となっている。
傷つけど、愛してる。
2023年1月15日にデジタルシングルとしてリリースされた楽曲。
TVアニメ『東京リベンジャーズ』聖夜決戦編の主題歌として書き下ろした楽曲となっており、本楽曲のタイアップがメジャーレーベルと契約した理由の切り札の1つとなった出来事だという。
朧月夜物語

## タイアップ
| 年     | 楽曲                           | タイアップ                                                 |
| ------ | ------------------------------ | ---------------------------------------------------------- |
| 2022年 | いつかオトナになれるといいね。 | ABEMA Prime 7月度エンディングテーマ                        |
| 2023年 | 傷つけど、愛してる。           | TVアニメ『東京リベンジャーズ』聖夜決戦編エンディングテーマ |
| 2023年 | これだからやめらんない!        | dアニメストア「#アニメってエネルギーだ」篇 CMソング        |

## 参加ミュージシャン
ツユ
- ぷす - Guitars
- 礼衣 - Vocal
- miro - Piano